# Liste der Kulturdenkmäler in Waldbrunn
Die folgende Liste enthält die in der Denkmaltopographie ausgewiesenen Kulturdenkmäler auf dem Gebiet  der Gemeinde Waldbrunn, Landkreis Limburg-Weilburg, Hessen.
Hinweis: Die Reihenfolge der Denkmäler in dieser Liste orientiert sich zunächst an Ortsteilen und anschließend der Anschrift, alternativ ist sie auch nach der Bezeichnung, der vom Landesamt für Denkmalpflege vergebenen Nummer oder der Bauzeit sortierbar.
Kulturdenkmäler werden fortlaufend im Denkmalverzeichnis des Landes Hessen durch das Landesamt für Denkmalpflege Hessen auf Basis des Hessischen Denkmalschutzgesetzes (HDSchG) geführt. Die Schutzwürdigkeit eines Kulturdenkmals hängt nicht von der Eintragung in das Denkmalverzeichnis des Landes Hessen oder der Veröffentlichung in der Denkmaltopographie ab.

## Kulturdenkmäler nach Ortsteilen

### Ellar
| Bild                         | Bezeichnung                         | Lage | Beschreibung | Bauzeit                        | Objekt-Nr. |
| ---------------------------- | ----------------------------------- | --- | ------------ | ------------------------------ | ---------- |
| Brunnenhaus                  | Brunnenhaus                         | Ellar, Bergstraße o. Nr. LageFlur: 4, Flurstück: 21/2                                                        |              |                                | 52261 DDB  |
| Bildstock                    | Bildstock                           | Ellar, Bergstraße 4 LageFlur: 4, Flurstück: 31                                                               |              | 19. Jahrhundert                | 52281 DDB  |
|                              |                                     | Ellar, Bergstraße 7 LageFlur: 4, Flurstück: 20                                                               |              | um 1816/20                     | 52266 DDB  |
| Bildstock                    | Bildstock                           | Ellar, Hintermeilinger Straße 19 LageFlur: 4, Flurstück: 61/1                                                |              | 19. Jahrhundert                | 52280 DDB  |
| Bildstock                    | Bildstock                           | Ellar, Im Kleinfeld (Dorchheimer Straße) LageFlur: 5, Flurstück: 1                                           |              | um 1800                        | 52285 DDB  |
| weitere Bilder               | Ehemalige Burgschmiede              | Ellar, Kirchstraße o. Nr. LageFlur: 4, Flurstück: 36/1                                                       |              | mittleres 17. Jahrhundert      | 52271 DDB  |
|                              |                                     | Ellar, Kirchstraße 2 LageFlur: 4, Flurstück: 1                                                               |              | 18. Jahrhundert                | 52273 DDB  |
| Wohnhaus                     | Wohnhaus                            | Ellar, Kirchstraße 4 LageFlur: 4, Flurstück: 2/2                                                             |              |                                | 87161 DDB  |
| Ehemalige Stadtmauer         | Ehemalige Stadtmauer                | Ellar, Kirchstraße 4, Kirchstraße o. Nr., Hintermeilinger Straße 5 LageFlur: 4, Flurstück: 2/1, 2/2, 3, 4, 9 |              | nach 1372                      | 52263 DDB  |
| Katholisches Pfarrhaus       | Katholisches Pfarrhaus              | Ellar, Kirchstraße 8 LageFlur: 4, Flurstück: 54/2                                                            |              | 1908–09                        | 87162 DDB  |
| Schwesternhaus St. Katharina | Schwesternhaus St. Katharina        | Ellar, Kirchstraße 12 LageFlur: 4, Flurstück: 52                                                             |              | 1914–15                        | 52277 DDB  |
| weitere Bilder               | Katholische Pfarrkirche St. Maximin | Ellar, Kirchstraße 14 LageFlur: 4, Flurstück: 48                                                             |              | 1843–44                        | 52275 DDB  |
| weitere Bilder               | Burgruine Ellar                     | Ellar, Kirchstraße 16 LageFlur: 4, Flurstück: 49                                                             |              | vor 1323                       | 52265 DDB  |
| Bildstock                    | Bildstock                           | Ellar, Kirchstraße (bei Pfarrhaus) LageFlur: 4, Flurstück: 4                                                 |              | 1865                           | 52282 DDB  |
| Bildstock                    | Bildstock                           | Ellar, Kleier Weg o. Nr. LageFlur: 3, Flurstück: 225                                                         |              | 1860                           | 52284 DDB  |
| weitere Bilder               | Jüdischer Friedhof                  | Ellar, Lahrer Weg o. Nr. LageFlur: 2, Flurstück: 145                                                         |              | vor 1636                       | 52287 DDB  |
| Bild gesucht BW              |                                     | Ellar, Oberstraße 15 LageFlur: 4, Flurstück: 103                                                             |              | 1. Hälfte des 18. Jahrhunderts | 52279 DDB  |
|                              |                                     | Ellar, Oberstraße 26 LageFlur: 4, Flurstück: 13/4, 14/1                                                      |              | 19. Jahrhunderts               | 52283 DDB  |

### Fussingen
| Bild           | Bezeichnung                     | Lage                                                               | Beschreibung | Bauzeit               | Objekt-Nr. |
| -------------- | ------------------------------- | ------------------------------------------------------------------ | ------------ | --------------------- | ---------- |
| Feldkreuz      | Feldkreuz                       | Fussingen, Auf der Gucks und der Lag LageFlur: 26, Flurstück: 97/2 |              | Mitte 19. Jahrhundert | 52286 DDB  |
| weitere Bilder | Katholische Kirche St. Leonhard | Fussingen, Kirchgasse 2 LageFlur: 30, Flurstück: 51/1              |              | 1916                  | 52259 DDB  |

### Hausen
| Bild                   | Bezeichnung                            | Lage                                                                         | Beschreibung | Bauzeit                | Objekt-Nr. |
| ---------------------- | -------------------------------------- | ---------------------------------------------------------------------------- | ------------ | ---------------------- | ---------- |
| Ehemalige Müllersmühle | Ehemalige Müllersmühle                 | Hausen, Bergstraße 1, Lasterbach LageFlur: 4, 5, Flurstück: 249, 52, 202/2–5 |              | spätes 19. Jahrhundert | 52291 DDB  |
| Katholisches Pfarrhaus | Katholisches Pfarrhaus                 | Hausen, Kirchstraße 6 LageFlur: 5, Flurstück: 122/1                          |              | vor 1900               | 52289 DDB  |
| weitere Bilder         | Katholische Pfarrkirche St. Laurentius | Hausen, Kirchstraße 8 LageFlur: 5, Flurstück: 122/3                          |              | 1871                   | 52290 DDB  |
| Lasterbach-Brücke      | Lasterbach-Brücke                      | Hausen, Lasterbach o. Nr. LageFlur: 4, Flurstück: 249                        |              | 1902 oder 1907         | 52288 DDB  |
|                        |                                        | Hausen, Neustraße 2 LageFlur: 4, Flurstück: 289                              |              | 18. Jahrhundert        | 52292 DDB  |
| Ehemalige Volksschule  | Ehemalige Volksschule                  | Hausen, Schulstraße 9 LageFlur: 5, Flurstück: 134                            |              | 1954/55                | 52293 DDB  |

### Hintermeilingen
| Bild           | Bezeichnung                    | Lage                                                            | Beschreibung | Bauzeit | Objekt-Nr. |
| -------------- | ------------------------------ | --------------------------------------------------------------- | ------------ | ------- | ---------- |
| weitere Bilder | Kath. Kirche Mariae Verkündung | Hintermeilingen, Kirchstraße o. Nr. LageFlur: 5, Flurstück: 469 |              | 1931–32 | 52294 DDB  |
| weitere Bilder | Bildstock                      | Hintermeilingen, Mühlweg 25 LageFlur: 1, Flurstück: 178         |              | 1867    | 52295 DDB  |

### Lahr
| Bild                    | Bezeichnung                                                  | Lage                                                                          | Beschreibung | Bauzeit         | Objekt-Nr. |
| ----------------------- | ------------------------------------------------------------ | ----------------------------------------------------------------------------- | --- | --------------- | ---------- |
| Bildstock               | Bildstock                                                    | Lahr, Braumenbaum (Langer Weg nach Heckholzhausen) LageFlur: 12, Flurstück: 9 | |                 | 52303 DDB  |
| Wohn- und Gasthaus      | Wohn- und Gasthaus                                           | Lahr, Hauptstraße 11 LageFlur: 19, Flurstück: 14                              | | 1891 oder 1897  | 52296 DDB  |
| Wohn- und Geschäftshaus | Wohn- und Geschäftshaus                                      | Lahr, Hauptstraße 18 LageFlur: 19, Flurstück: 138                             | | 1890            | 52297 DDB  |
| Fachwerkhaus            | Fachwerkhaus                                                 | Lahr, Hauptstraße 26 LageFlur: 19, Flurstück: 143/2                           | | um 1700         | 52298 DDB  |
| Altes Pfarrhaus         | Altes Pfarrhaus                                              | Lahr, Hauser Weg 1 LageFlur: 18, Flurstück: 1/1                               | | 19. Jahrhundert | 52300 DDB  |
| weitere Bilder          | Sachgesamtheit Alte Kath. Pfarrkirche St. Johannes d. Täufer | Lahr, Kirchgasse o. Nr., Hauser Weg 1 LageFlur: 18, Flurstück: 1/1, 14/1      | Sakrale Einheit aus der Alten und Neuen Pfarrkirche, den wuchtigen Basaltstützmauern, dem Pfarrhaus, Resten des alten Kirchspielfriedhofs und dem Bestand an alten Linden. | 13. Jahrhundert | 52299 DDB  |
| weitere Bilder          | Einhausgehöft                                                | Lahr, Kirchgasse 2 LageFlur: 19, Flurstück: 13                                | | 19. Jahrhundert | 52301 DDB  |
| Fachwerkhaus            | Fachwerkhaus                                                 | Lahr, Nordstraße 5 LageFlur: 20, Flurstück: 42                                | | 17. Jahrhundert | 52305 DDB  |
| weitere Bilder          | Bildstock „Fritze Fousfall“                                  | Lahr, Püsch o. Nr. LageFlur: 13, Flurstück: 120                               | | 1919            | 964016 DDB |
| weitere Bilder          | Bildstock                                                    | Lahr, Vor der Linde o. Nr. LageFlur: 8, Flurstück: 19                         | |                 | 52304 DDB  |